# St. Louis Film Critics Association Awards 2015
12. ročník předávání cen asociace St. Louis Film Critics Association se konal dne 20. prosince 2015. Nominace byly oznámeny dne 13. prosince 2015.

## Vítězové a nominovaní

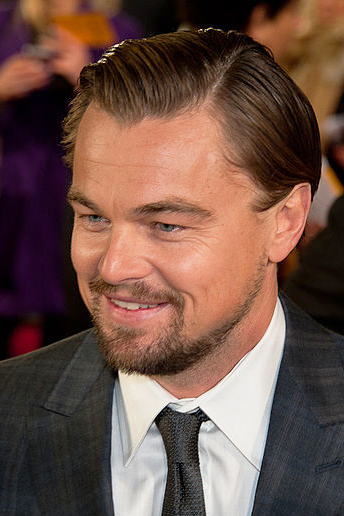
Leonardo DiCaprio vítěz v kategorii nejlepší herec v hlavní roli

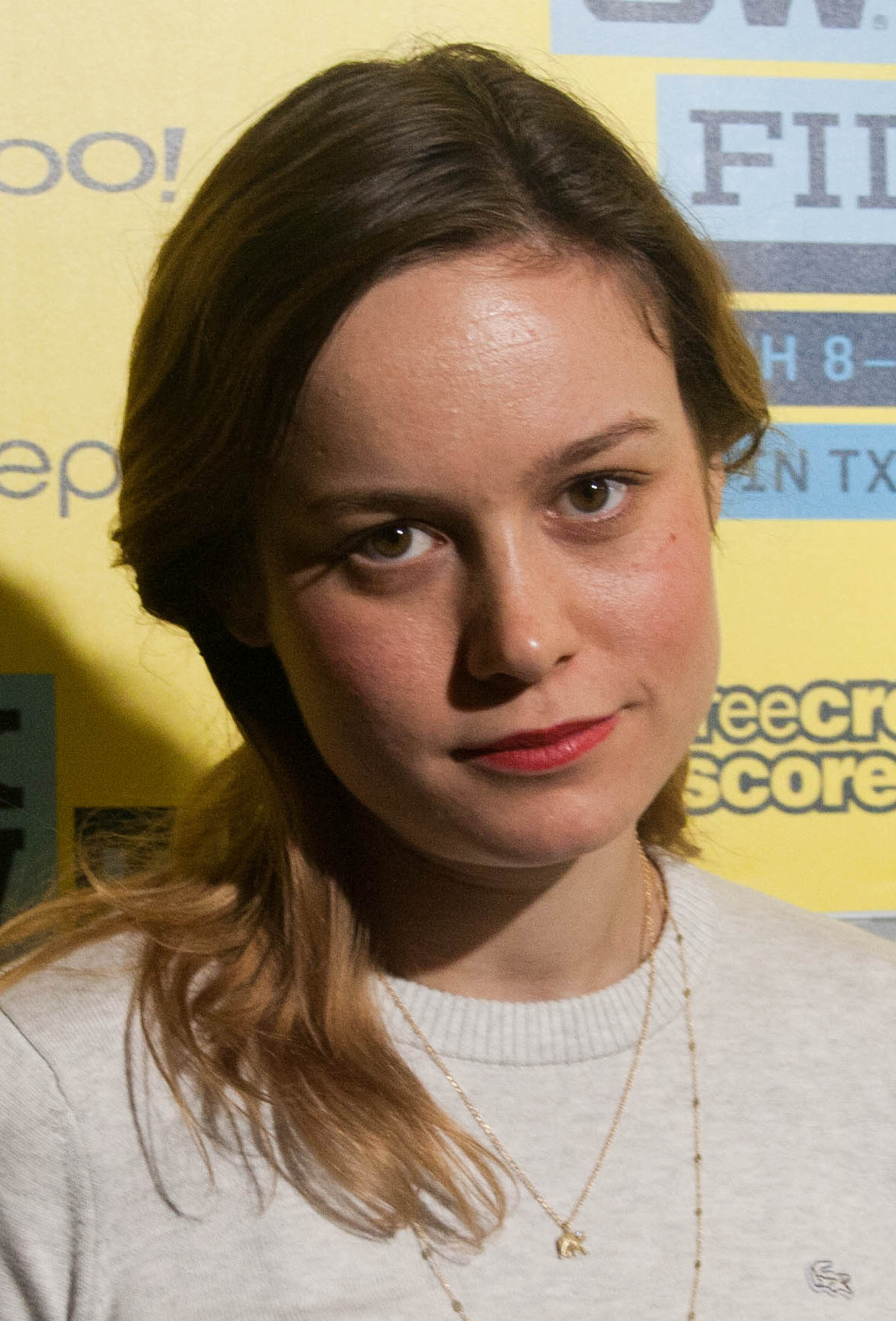
Brie Larson, vítězka v kategorii nejlepší ženský herecký výkon v hlavní roli

### Nejlepší film
Spotlight
- Room
- V hlavě (2. místo)
- Revenant Zmrtvýchvstání
- Šílený Max: Zběsilá cesta

### Nejlepší režisér
Tom McCarthy – Spotlight
- George Miller – Šílený Max: Zběsilá cesta (2. místo)
- Todd Haynes – Carol
- Alejandro G. Iñárritu – Revenant Zmrtvýchvstání
- Ridley Scott – Marťan

### Nejlepší adaptovaný scénář
Drew Goddard – Marťan
- Emma Donoghue – Room
- Aaron Sorkin – Steve Jobs
- Ryan Coogler a Aaron Covington – Creed
- Nick Hornby – Brooklyn (2. místo)

### Nejlepší původní scénář
Tom McCarthy a Josh Singer – Spotlight
- Alex Garland – Ex Machina (2. místo)
- Olivier Assayas – Sils Maria
- Quentin Tarantino – Osm hrozných
- Pete Docter, Meg LeFauve a Josh Cooley– V hlavě

### Nejlepší herec v hlavní roli
Leonardo DiCaprio – Revenant Zmrtvýchvstání
- Ian McKellen – Mr. Holmes (2. místo)
- Eddie Redmayne – Dánská dívka
- Abraham Attah – Bestie bez vlasti
- Matt Damon – Marťan

### Nejlepší herečka v hlavní roli
Brie Larson – Room
- Cate Blanchett – Carol
- Saoirse Ronan – Brooklyn (2. místo)
- Alicia Vikander – Dánská dívka
- Charlize Theron – Šílený Max: Zběsilá cesta

### Nejlepší herec ve vedlejší rol
Sylvester Stallone – Creed
- Mark Rylance – Most špionů (2. místo)
- Paul Dano – Love & Mercy
- Idris Elba – Bestie bez vlasti
- Eddie Redmayne – Dánská dívka

### Nejlepší herečka ve vedlejší roli
Alicia Vikander – Ex Machina
- Jennifer Jason Leigh – Osm hrozných
- Kate Winslet – Steve Jobs
- Kristen Stewart – Sils Maria (2.–3. místo)
- Rooney Mara – Carol (2.–3. místo)

### Nejlepší dokument
Amy
- Podoba ticha (2. místo)
- Best of Enemies
- Země kartelů
- Lovný revír

### Nejlepší cizojazyčný film
Dobrou, mámo (Rakousko)
- Saulův syn (Maďarsko) (2. místo)
- Assassin (Tchaj-wan)
- Fénix (Německo, Polsko)
- Divoké historky (Argentina)

### Nejlepší animovaný film
V hlavě
- Anomalisa (2. místo)
- Hodný dinosaurus
- Snoopy a Charlie Brown. Peanuts ve filmu
- Ovečka Shaun ve filmu

### Nejlepší kamera
Emmanuel Lubezki – Revenant Zmrtvýchvstání
- John Seale – Šílený Max: Zběsilá cesta
- Cary Joji Fukunaga – Bestie bez vlasti
- Robert Richardson – Osm hrozných
- Edward Lachman – Carol (2. místo)

### Nejlepší střih
Margaret Sixel – Šílený Max: Zběsilá cesta
- Hank Corwin – Sázka na nejistotu
- Pietro Scalia – Marťan
- Stephen Mirrione – Revenant Zmrtvýchvstání (2. místo)
- Tom McArdle – Spotlight

### Nejlepší výprava
Šílený Max: Zběsilá cesta
- Dánská dívka (2.–4. místo)
- Brooklyn (2.–4. místo)
- Carol (2.–4. místo)
- Popelka

### Nejlepší vizuální efekty
Šílený Max: Zběsilá cesta
- Muž na laně (2. místo)
- Ex Machina
- Marťan
- Revenant Zmrtvýchvstání

### Nejlepší hudba
Ennio Morricone – Osm hrozných
- Michael Giachino – V hlavě (2. místo)
- Junkie XL – Šílený Max: Zběsilá cesta
- Disasterpeace – Neutečeš
- Carter Burwell – Carol

### Nejlepší skladba
„Writing's on the Wall“ – Spectre
- „See You Again“ – Rychle a zběsile 7 (2. místo)
- „Feels Like Summer“ – Ovečka Shaun ve filmu
- „Til It Happens to You“ – Lovný revír
- „Simple Song #3“ – Mládí

### Nejlepší soundtrack
Love & Mercy
- Amy
- Straight Outta Compton (2. místo)
- Matroš
- Marťan

### Nejlepší komedie
Vykolejená
- Já, Earl a holka na umření
- V hlavě
- Špión
- Co děláme v temnotách

### Nejlepší scéna
Revenant Zmrtvýchvstání
- Muž na laně (2. místo)
- Creed
- Rychle a zběsile 7
- Room

### Nejhorší film
Fantastická čtyřka
- Aloha
- Kluk od vedle
- Jem and the Holograms
- Jupiter vychází
- Mortdecai: Grandiózní případ
- Policajt ze sámošky 2
- Šest směšných
- Stonewall
- Zázračné kouzlo